# Liste des épisodes de Sally Bollywood

Cet article recense les épisodes de la série télévisée française Sally Bollywood.

En France, elle est diffusée du 26 octobre 2009 au 14 janvier 2010 sur France 3 dans l'émission Toowam, puis dans l'émission Ludo.

## Saison 1
1. Mic Mac chez les blattes[1](Cockroach Capers)
2. Piège sur internet (Trapped By The Internet)
3. Un talent peut en cacher un autre (Talent Will Out)
4. SOS saris (SOS Saris!)
5. Matheux en tout genre (Window Pains)
6. Réaction chimique (Chemical Reaction)
7. Du rififi au musée (Trouble At The Museum)
8. Une pluie d'ennuis (Double Trouble)
9. Touche pas à mon fétiche (Don't Touch My Lucky Charm)
10. Monsieur Big (Mr Big)
11. Travaux forcés pour Georges (George's Forced Labour)
12. Bons Baisers de Bombay (From Bombay With Love)
13. L'affaire du chat volé (The Case Of The Missing Cat)
14. Cousin Bouleh (Cousin Bouleh)
15. La malédiction du mètre carré (Room With A Curse)
16. Opération Intellos (Operation Nerd)
17. Bus Stop (Bus Stop)
18. Le journal secret de Liz (Liz's Secret Diary)
19. L'ours blanc (The White Bear)
20. Les Guardians (The Guardians)
21. SBI agence de rencontre (The Dating Agency)
22. Les flashs de la course (Go Kart Wars)
23. Le curry qui tue (The Killer Curry)
24. Mystères en série (Serial Thief)
25. Affaire classée (Cold Case)
26. Ça c'est du Rock'n roll (That's Rock 'N' Roll)
27. Les murs de Cosmopolis (The Walls Of Cosmopolis)
28. Piment à retardement (Delayed Action Chilli Pepper)
29. L'attaque du poussin géant (The Attack of The Gian Chicken)
30. L'art pour l'art (Art For Art's Shake)
31. Le SBI voit double (The SBI Sees Double)
32. Bling Bling (Bling Bling)
33. Protection Rapprochée (Close Protection)
34. Le protégé de Mme Apu (Mrs Apu's Old Friend)
35. Comédie ! (High School Musical Mystery)
36. L'étrange Mademoiselle Chicago (The Formidable Miss Chicago)
37. Retouches nocturnes (The Midnight Stitch-Up)
38. Le mystère Timide (The Shy Mystery)
39. Le hold-up d'Halloween (Halloween Heist)
40. Le retour de Monsieur Big (Mr Big Returns)
41. Doowee pas d'chance (Doowee's Luck Runs Out)
42. La boum de Cassie (The Party)
43. Le client dans la lune (The Client In The Clouds)
44. Appelez mon avocat (Call My Lawyer)
45. La bombe puante (The Stink Bomb)
46. La guerre des œufs (The Egg War)
47. Un devin au SBI (The Fortune Teller)
48. Une place pour deux (Two Heads Are Better Than One)
49. Retenus ! (Caught Red Handed)
50. Le timbre disparu (The Missing Stamp)
51. Plus bizarre qu'une histoire (Stranger Than Fiction)
52. La journée internationale (International Day)

## Saison 2
1. Mon père ce rocker (Rock 'N' Roll Dad)
2. Le vide grenier (Comic Book Caper)
3. Disparitions (Performing Magic)
4. La remplaçante  (The New Teacher)
5. La sorcière  (The Sorceress)
6. Une sale affaire  (Muckraking)
7. Tête d'affiche (Poster Boy)
8. Désirs princiers (Exchange Student)
9. La guitare de cristal (The Crystal Guitar)
10. Une vieille histoire (Ancient History)
11. La nuit au musée (Night At The Museum)
12. Le gang des clowns tristes (The Sad Clown Gang)
13. Apprentis détectives (Everyone's Private Eye)
14. Cyber Cambriolage (Burglary 2.0)
15. Le mouton noir (The Black Sheep)
16. Le manoir hanté (The Haunted House)
17. Sauve qui pue (The Big Stink)
18. Avis de tempête au SBI (Storm Clouds over the SBI)
19. Lapin perdu (Adventures In Pet Setting)
20. Flash vol (Crime Flash)
21. Symphonie en bip majeur (Missing Mobiles)
22. Une affaire à la noix (Eye In The Sky)
23. Huis clos (Whodunnit)
24. Le défi (The Stolen Clothes)
25. Sally superstar (Singing & Dancing Sally)
26. Ninja d'un jour (Sally's Circus)
27. Le camping de la frousse (Camp Of Doom)
28. Paco a disparu (A Bird In The Hand)
29. Le récidiviste (Detention)
30. Trahisons en série (Serial Treachery)
31. La star et le groupie (Starry Eyed)
32. Grandes espérances (Miss Mystery)
33. Soirée Pyjama (Pyjama Party)
34. La journée de la propreté (Sally's Pen Pal)
35. Top-Cuistot (Too Many Cooks)
36. Le chevalier blanc (The White Knight)
37. 100% Vampire (Fangs a lot)
38. Le rap déchiré (Ripped Of Rapp)
39. Le trouble-fête (Party Poopers)
40. Le coupable idéal (Doowee's Urn)
41. Le concours de beauté (Beauty Pageant)
42. Driiiiing ! (Ring My Bell)
43. Danse avec moi si tu peux (Catch Me If You Can)
44. Invincible (The Invincible Racer)
45. Alerte au dinosaure (Dinosaur Danger)
46. La nouvelle élève (New Girl)
47. Maquillage et sabotage (All Made Up)
48. Jungle de goudron (Asphalt Jungle)
49. L’anniversaire de Sally (Birthday Surprise)
50. Championne (Champion)
51. Patates chaudes (Hot Potatoes)
52. Pour ma bonne cause  (Fundraising Felony)